# 無政府主義象徵
無政府主義者會採用某些符號來象徵無政府主義本身，當中較為知名的符號有圈兒A（Ⓐ）以及黑旗（⚑），不過他們历来不會認為該些符號對政治运动有重要性可言。
在人類步入21世紀時，支持無政府主義及反全球化運動的人口亦有上升趨勢，使得相關符號更廣為人知。

## 旗帜

### 红旗
红旗是無政府主義者最早應用的旗幟象徵。19世紀後期各國無政府主義者皆有使用之。無政府主義者彼得·克鲁泡特金對於红旗情有獨鍾。 
無政府主義者在十月革命之後便不再使用红旗。自此，紅旗便只跟共產黨、官僚主義者、 改良主义者、社會民主主義者有關。

### 黑旗
自1880年代起，黑旗及黑色便跟無政府主義有著密切的關係。部分無政府主義报刊就以《黑旗》命名。

#### 起源
黑旗背後的意思是指「没有旗帜」，這跟民族国家的概念相对立。黑旗也可看成反對「代表」本身，即反對任何人或群體代表某個人。现代无政府主义与社會主義等意識形態同出一糸，故此起初兩者同樣會使用紅旗來象徵自身。不過後來兩者的差異日漸擴大。為了回應這點，無政府主義者便棄用紅旗，改用黑旗代表自身。不過初時像彼得·克魯泡特金般的無政府主義者仍繼續使用紅旗。

#### 随后的使用
在1880年代，黑旗首次跟無政府主義劃上關係。法國無政府主義報章《黑旗》（Le Drapeau Noir）是首份把黑色定為無政府主義代表色的出版刊物，它後來於1882年停刊。1881年7月，倫敦無政府主義組織「黑色國際」（Black International）正式成立。參與了巴黎公社的路易丝·米歇尔於1883年3月一次反失業遊行中，不斷揮舞一面黑色旗幟。之後一场露天的反失業集会被警方驱散。此時米歇尔便走在約500名示威者前頭，一起向聖日耳曼大道進發。期間她一路高舉著黑旗一邊高喊「麵包、工作或鉛彈！」。示威者在當中搶奪了三家麵包店的麵包，警方於是進行驅散。米歇爾在行動中被捕，及後被判处6年单独囚禁。没过多久，當局便迫于舆论压力，不得不對米歇爾的刑罰進行赦免。米歇爾表示：「黑旗是罷工的旗幟，也是飢腸轆轆的人的旗幟」。
黑旗很快就在美國現身。1884年11月，芝加哥舉辦了一場無政府主義示威，示威者於當中高舉著黑旗。當地一份無政府主義報章稱黑旗是「畏懼饥寒交迫、傷痛死亡的象征」。

### 兩色旗

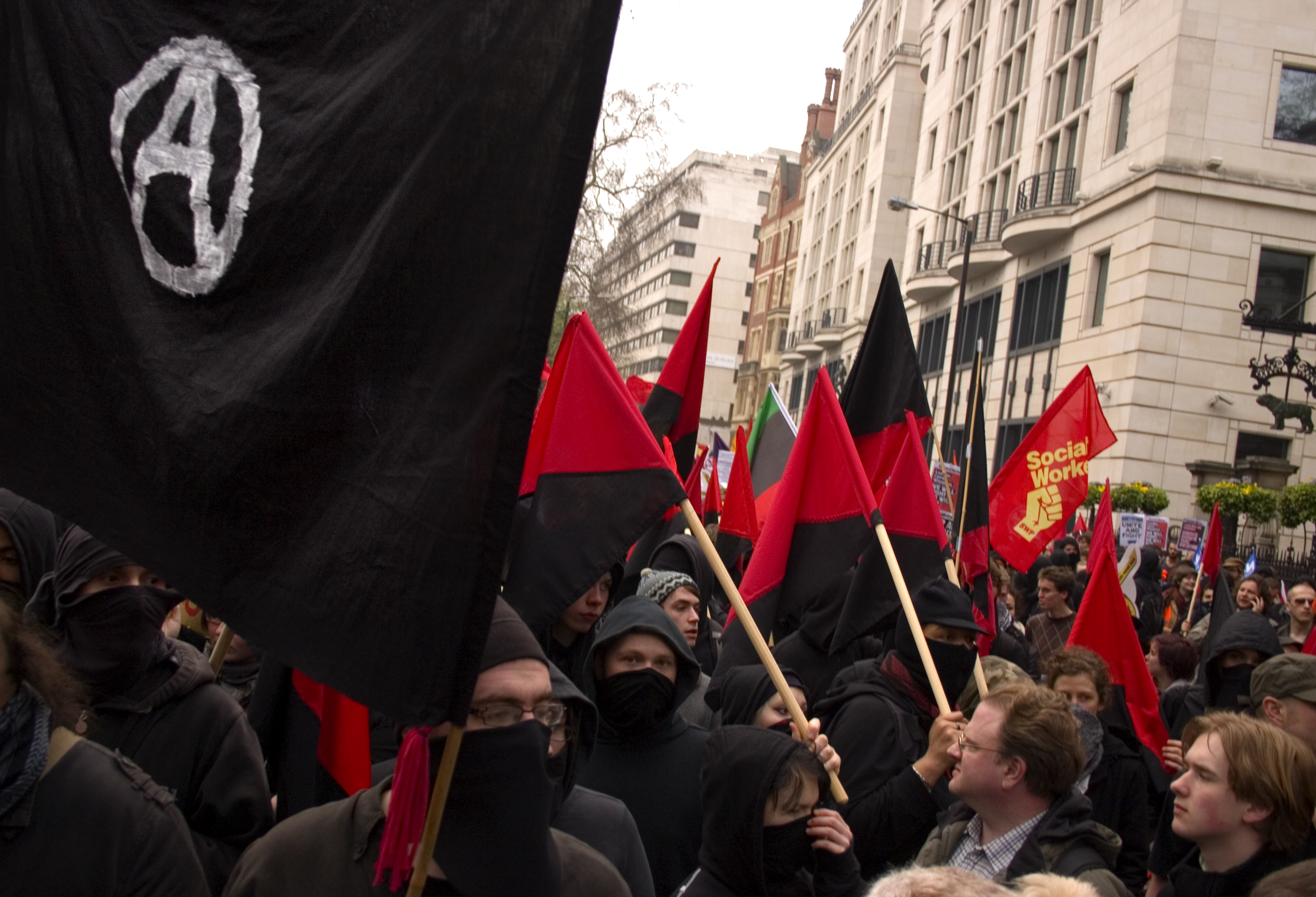
2011年伦敦的一场反紧缩游行中的红黑双色旗

自19世紀後葉開始，無政府主義者便採用了「紅黑」兩色來代表自身。意大利無政府主義者在1874年博洛尼亞起事中使用了配有紅黑兩色的帽章。1877年，他們在意大利的一個市鎮莱蒂诺揮舞著紅黑旗，用以推廣第一國際。在西班牙內戰中，無政府工團主義工會全國勞工聯盟使得紅黑斜角旗更廣為人知，直到現在也有無政府主義組織採用之。無政府主義內部會採用類近的旗幟去表達某些特定的無政府主義理念，比如黑紫旗代表無政府女性主義、黑綠旗代表綠色無政府主義、黑橙旗代表互助主義。
無政府資本主義者則會採用金黑旗，兩色分別代表了資本主義和無政府主義。不過一眾擁有反資本主義傾向的無政府主義者則認為，無政府主義在本質上就是反資本主義的，故沒有所謂的「無政府資本主義」。

## 圈兒A
圈兒A是無政府主義的當代知名符號。它是一個花押字，由大寫的「O」和「A」所組成。「A」代表眾多歐洲語言的「無政府主義」或「無政府狀態」的首個字母，西里尔字母和拉丁字母的相關用詞也有以A開頭的傾向。「O」則是指秩序（order），合起上來即表示「無府出秩序」（法語：la société cherche l'ordre dans l'anarchie）——一句由皮埃爾-約瑟夫·普魯東於《什麼是所有權？》中寫下的短語。
圈兒A在1970年代的無政府龐克運動中得以發揚光大。朋克搖滾樂隊克拉斯的成員在法國遊覽時，注意到這一個符號，於是便於日後表演時使用之，令其開始發揚。

## 黑貓
黑貓是無政府工團主義的象徵，不過一般無政府主義運動也可能用到它。牠的形象一般是張牙露爪，一邊弓腰一邊看似發出「嘶嘶」的聲音。此一象徵為世界产业工人的拉爾夫·卓別林（Ralph Chaplin）首創，寓意僱主看到他們「会倒一點霉」。

## 口号

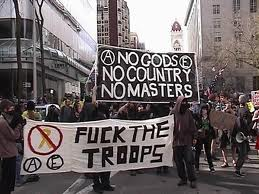
手持写有“没有神，没有国家，没有主人”横幅，在大街上游行的无政府主义者

### 没有神，没有主人

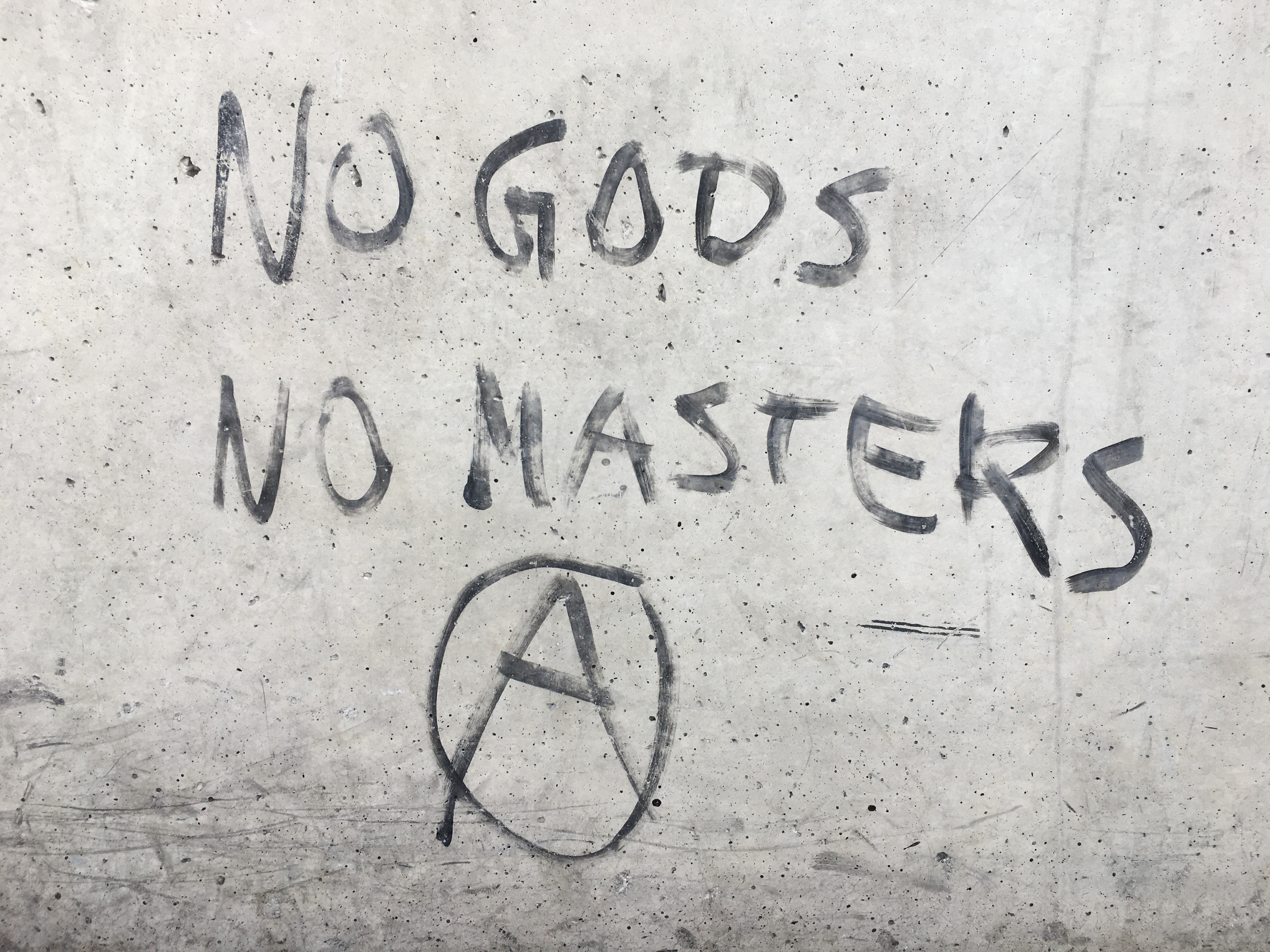
“没有神，没有主人”的街头涂鸦（绘于慕尼黑长途汽车总站）

“没有神，没有主人”是无政府主义哲学中的一句口号。这句话的源头大致可以追溯至15世纪的德语谚语，并曾在1870年被路易·奥古斯特·布朗基在他写的小册子和他出版的报纸《没有神，没有主人》中使用。后来无政府主义者也开始使用这句话，克鲁泡特金在1885年的《一个反抗者的话》的第十五章中使用了“无上帝，无主人！”的话语，1896年的波尔多无政府主义宣言中也使用了这句话。塞巴斯蒂安·富尔在一战期间曾使用过这句口号，并使得这个词在法国的一个青年团体用其作为团体名后再度流行开来。一些当时的革命者死后墓碑上便刻有这句口号，生育控制活动家瑪格麗特·山額在她出版的报纸《反叛女性》使用过这句口号，法国歌手莱奥·费雷使用这句口号作为其1964年写成的一首反对死刑的歌的歌名。

## 外部連結
- "Anarchism" （页面存档备份，存于）. Flags of the World.
- Anarchism and the History of the Black Flag （页面存档备份，存于）
- "Blog: Heart in a Hearless World" （页面存档备份，存于）.
- "History of anarchist symbols". Anarchy Is Order.
- "The Symbols of Anarchy" （页面存档备份，存于）. An Anarchist FAQ.